# Ternstroemia brachypoda
Ternstroemia brachypoda là một loài thực vật có hoa trong họ Pentaphylacaceae. Loài này được (Wawra) Kobuski miêu tả khoa học đầu tiên năm 1942.